# Tambach-Dietharz
Tambach-Dietharz es una ciudad situada en el distrito de Gotha, en el estado federado de Turingia (Alemania), a una altitud de 450 metros. Su población a finales de 2016 era de unos 4200 habitantes y su densidad poblacional, 100 hab/km².

Geografía
Ubicación
Tambach-Dietharz se encuentra en la vertiente norte del bosque de Turingia, al oeste de Ohrdruf. 